# 1999 RB215
1999 RB215 est un objet transneptunien de magnitude absolue 9,4 et de diamètre estimé à 58 km. Il est en résonance 1:2 avec Neptune.